# Стоян Янкулов
Сто́ян Янку́лов (болг. Стоян Янкулов; нар. 10 вересня 1966 року, Софія, Болгарія) — болгарський співак. Разом з Еліцею Тодоровою представляли Болгарію на Євробаченні 2013, де посіли дванадцяте місце в півфіналі з піснею «Само шампиони», через що не пройшли в фінал. Разом музиканти також представляли країну на Євробаченні 2007 в Гельсінкі з піснею «Water», де посіли п'яте місце, що є третім найкращим результатом за всю історію участі країни на конкурсі. Має представляти Болгарію на Євробаченні 2022 у складі групи Intelligent Music Project з піснею «Intention».

## Дискографія

### Студійні альбоми
- Drumboy (2004; з Еліца Тодорова)
- Closer (2006; з Антоні Дончем і Анатолієм Вапіровим)
- Splinters of Emotions (2007; з Антоні Дончем і Анатолієм Вапіровим)
- Bulgarian Champions (2014; з Еліцею Тодоровою)

|}

### Збірні альбомів
- Water (2010; з Еліцею Тодоровою)

|}